# Gungarahalli, Chikmagalur
Gungarahalli là một làng thuộc tehsil Chikmagalur, huyện Chikmagalur, bang Karnataka, Ấn Độ.